# Вабищевич, Сергей Иванович
Серге́й Ива́нович Вабище́вич (бел. Сяргей Іванавіч Вабішчэвіч; 15 марта 1993) — белорусский футболист, полузащитник.

## Карьера
Выступал за дубль брестского «Динамо», с 2011 года иногда проходил в основную команду.
В сезоне 2013 играл в основном за дубль, за основную команду провел на поле всего 7 минут. В сезоне 2014 вообще не появлялся на поле в основной команде, и в январе 2015 года оставил брестский клуб, завершив профессиональную карьеру.

## Статистика
| Сезон | Дивизион | Клуб           | Страна                    | Матчи | Голы |
| ----- | -------- | -------------- | ------------------------- | ----- | ---- |
| 2010  | дубль    | Динамо (Брест) | Флаг Беларуси (1995—2012) | 17    | 2    |
| 2011  | Д1       | Динамо (Брест) | Флаг Беларуси (1995—2012) | 2     | 0    |
| 2012  | Д1       | Динамо (Брест) | Флаг Беларуси             | 5     | 0    |
| 2013  | Д1       | Динамо (Брест) | Флаг Беларуси             | 1     | 0    |
| 2014  | дубль    | Динамо (Брест) | Флаг Беларуси             | 16    | 1    |